# Van Schaïktunnel

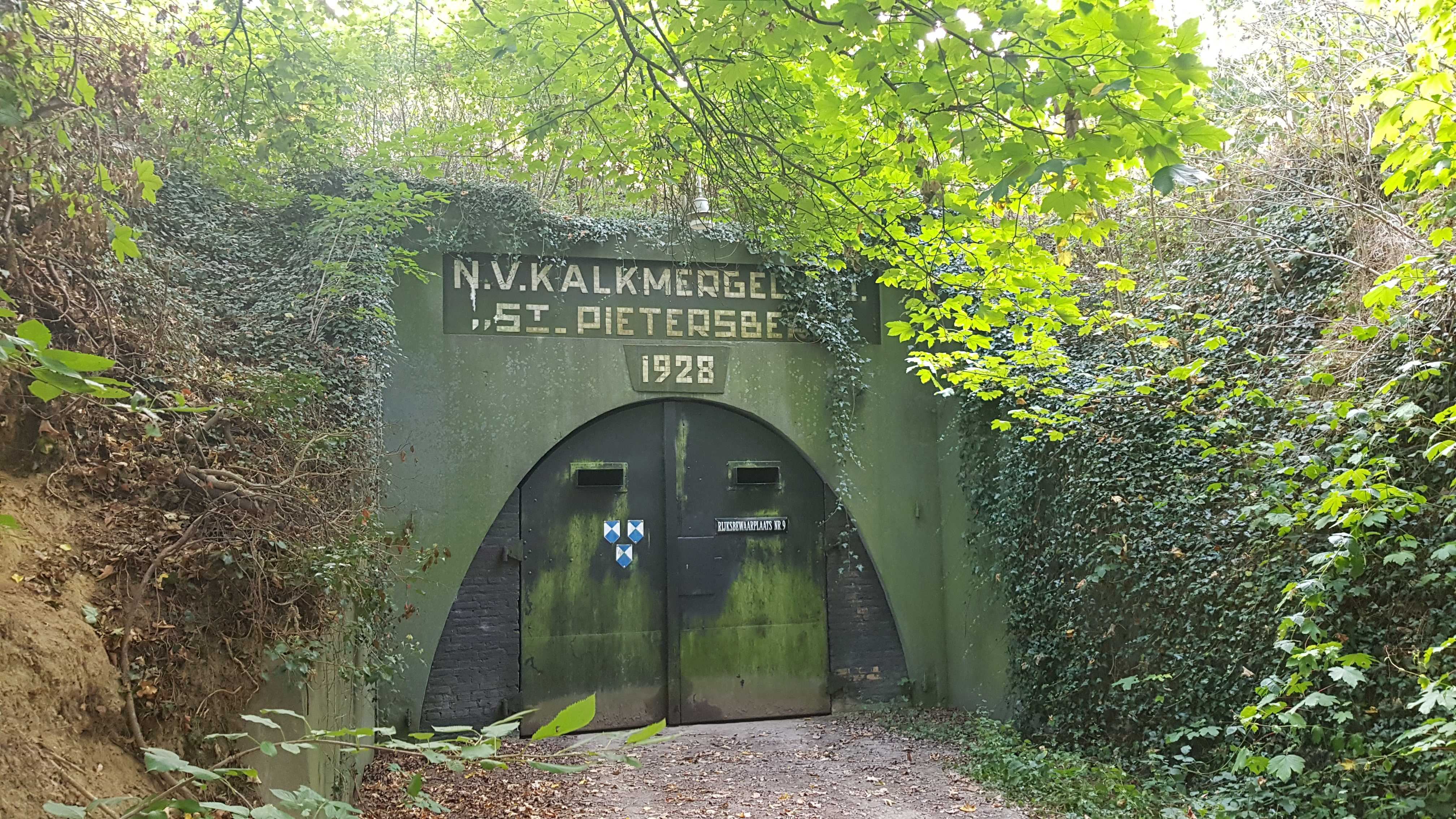
de oostelijke ingang anno 2019

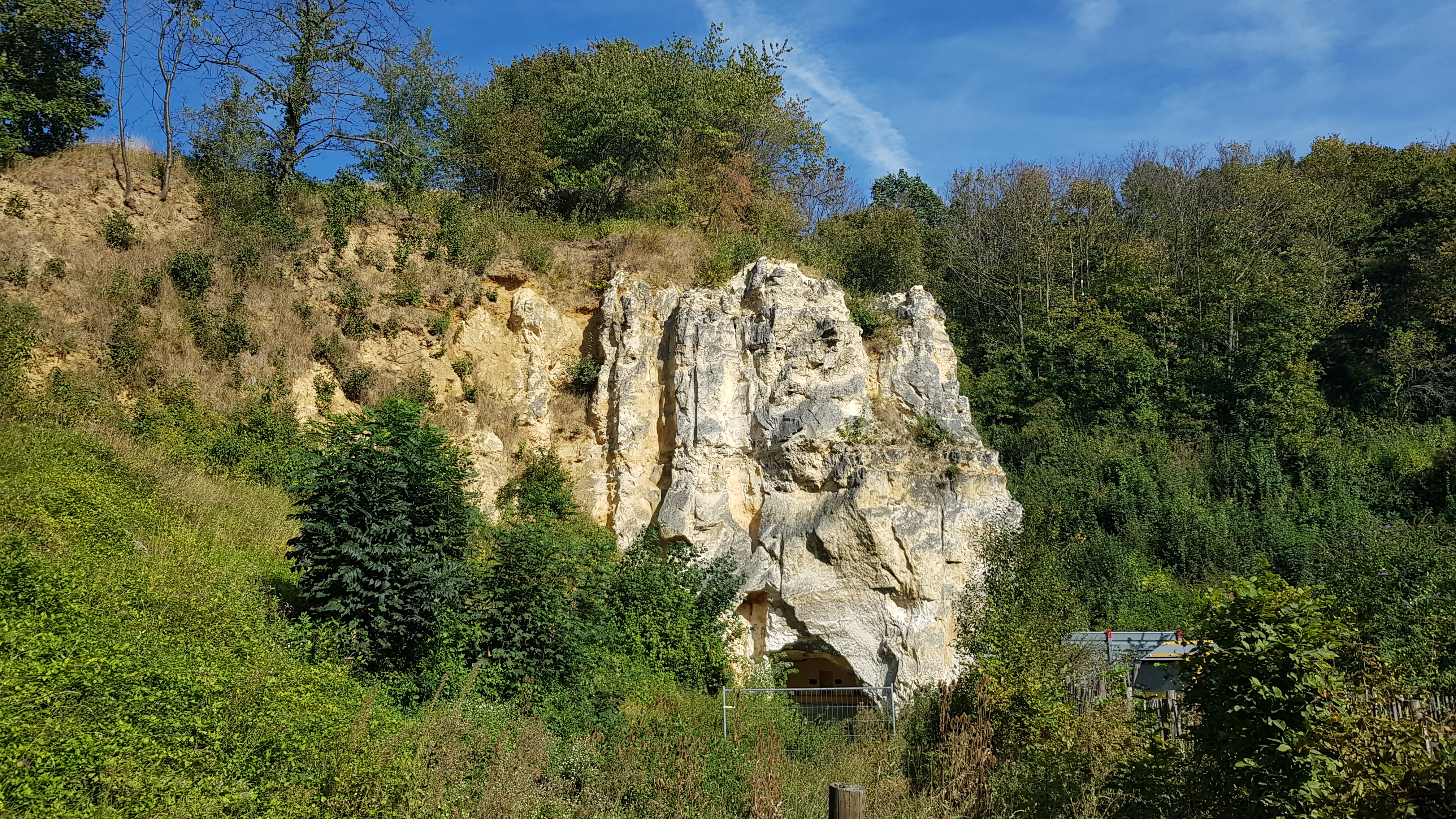
de westelijke ingang anno 2019

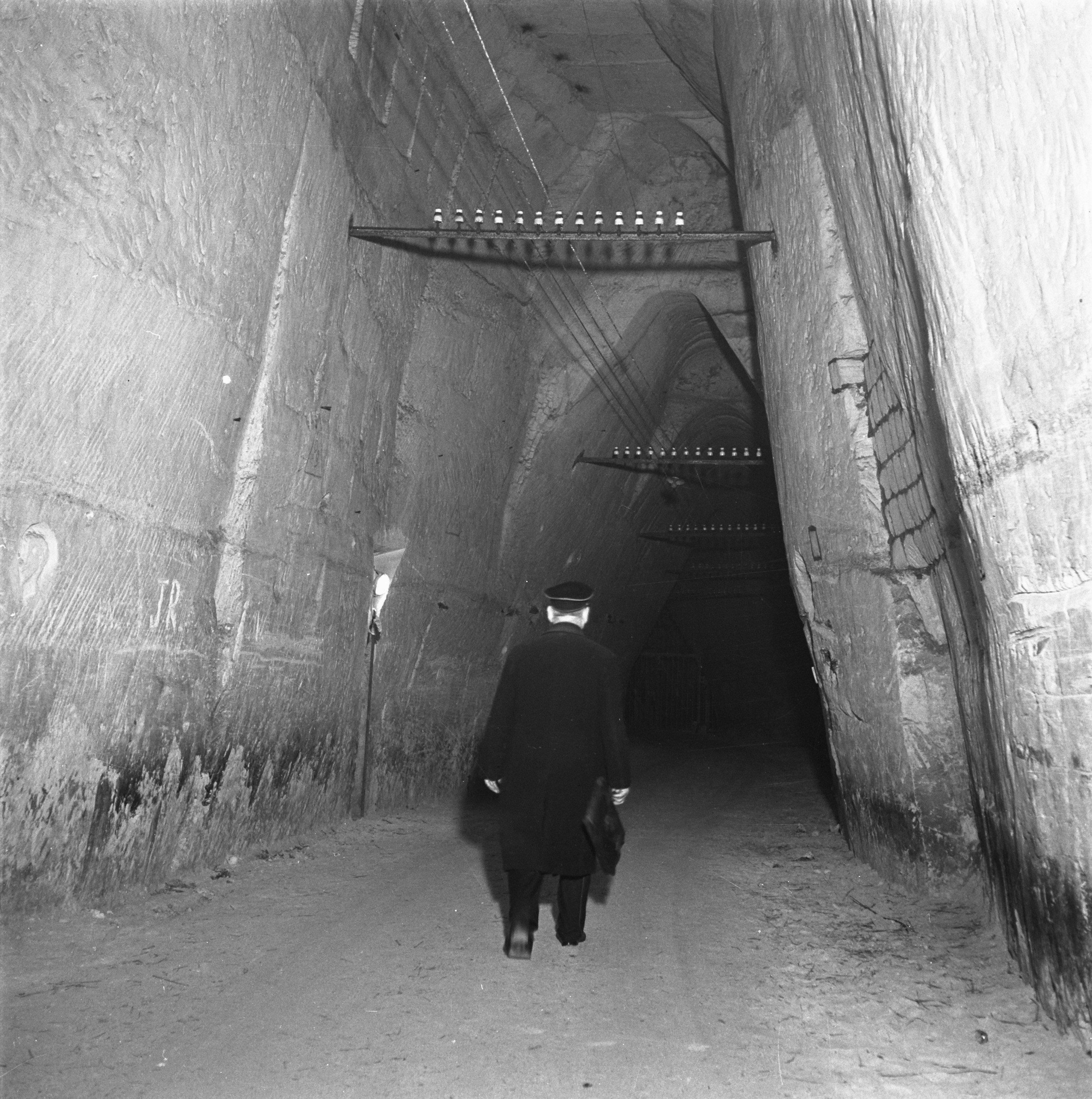
tunnel in 1945

De Van Schaïk-tunnel of Tunnel NEKAMI  is een tunnel in Nederlands Zuid-Limburg in de gemeente Maastricht. De tunnel is dwars door het noordelijk gangenstelsel van de Sint-Pietersberg gegraven, van west naar oost, van het Jekerdal (nabij de Mergelweg) naar het Maasdal.

## Geschiedenis
In 1916 begon de Kalkmergelmaatschappij St-Pietersberg met afgraven van kalksteen aan de westkant van de Sint-Pietersberg. Dit vond plaats in de Groeve van der Zwaan, ook bekend als de NEKAMI-groeve.
In 1919 werd er een kabelbaan aangelegd over de berg, om de gewonnen kalksteen uit de groeve te transporteren naar het Kanaal Luik-Maastricht in het Maasdal, alwaar het per schip verder vervoerd kon worden. Deze onbewaakte kabelbaan was duur om te onderhouden en kon eenvoudig gesaboteerd worden.
In 1928 verkreeg de onderneming een vergunning om voor het vervoer van kalksteen dwars door de Sint-Pietersberg een tunnel aan te leggen. In dat jaar begon men met de aanleg naar het ontwerp van ir. D.C. van Schaïk. Aan de westzijde werd er eerst een nauwe gang gegraven van twee meter hoog en een meter breed, die in een later stadium zou worden verbreed. In januari 1930 was het voor het eerst mogelijk om van oost naar west te lopen. In 1932 was de tunnel klaar voor gebruik; het vervoer ging over een fabrieksspoorlijntje.
In de oorlogsjaren 1940-1944 werd vanaf 1941 naast de tunnel op ongeveer 200 meter vanaf de oostelijke ingang een kluis uitgebouwd voor de opslag van vaderlandse kunstschatten, een Rijksbergplaats. Van maart 1942 tot juni 1945 werd in de kunstbunker Sint-Pietersberg een groot aantal kunstwerken opgeslagen, waaronder De Nachtwacht. In 1943-1944 werd een plan ontwikkeld voor de evacuatie van de Maastrichtse bevolking in het ondergrondse gangenstelsels van de Sint-Pietersberg, mocht de stad in de frontlinie terecht komen. Voor dit zogenaamde Sint-Pietersbergplan werden het Gangenstelsel Zonneberg en het Noordelijk Gangenstelsel tussen het Padvindersgat en de Van Schaïktunnel ingericht als evacuatiecentrum. 
In 1962 werd de NEKAMI-groeve buiten gebruik gesteld en werd de tunnel (via de oostelijke ingang) enkel nog gebruikt voor een champignonkwekerij en voor rondleidingen.

## Tunnel
De tunnel heeft een totale lengte van ongeveer 650 meter. Vanuit het oosten gaat het eerst door de löss- en grindlagen van de berghelling waarin de tunnel over een lengte van 100 meter in beton is uitgevoerd. Daarna vervolgde de tunnel over een lengte van ongeveer 80 meter door vaste mergel, waarvan ongeveer 70 meter door mergelgangen die al langer bestonden. Vervolgens werd de tunnel aangelegd in een middengebied van ongeveer 300 meter waar instortingen hadden plaatsgevonden waar men onder dit niveau doorgroef, waarbij dit tunneldeel werd uitgevoerd in gewapend beton. De laatste ongeveer 100 meter moest men weer door de vaste mergel heen. De westelijke ingang lag direct in de Groeve van der Zwaan. Aan de oostelijke kant van de berg lagen de molen en de zeef- en mergelbreek/maal-inrichtingen nog ongeveer 250 meter verwijderd van de tunnelmonding. Een bovengronds terrein met een hellingpercentage van 4% moest vandaar nog worden overbrugd. Vanaf de fabriek ging de kalksteen over een lopende band naar een overslaginstallatie die aan het kanaal gelegen was.
De tunnel volgde géén recht tracé, maar had enkele bochten. Ze had een half-ellipsvormig profiel met een hoogte van drie meter en 4,5 meter breed. In de tunnel lag een enkelsporig smalspoor en was er op regelmatige afstand verlichting aangebracht. In 1940 werd de locomotief door de Duitsers in beslag genomen, waarna het smalspoor werd opgebroken en men gebruik maakte van vrachtwagens voor het vervoer van mergelblokken.
Na sluiting werd de tunnel aan de oostzijde afgesloten met deuren. Aan de westzijde heeft men de toegang wegens instortingsgevaar afgesloten en versperd, maar zodanig dat vleermuizen het gangenstelsel nog wel kunnen gebruiken.

## Geologie
De tunnel is uitgehouwen in de Kalksteen van Nekum uit de Formatie van Maastricht.

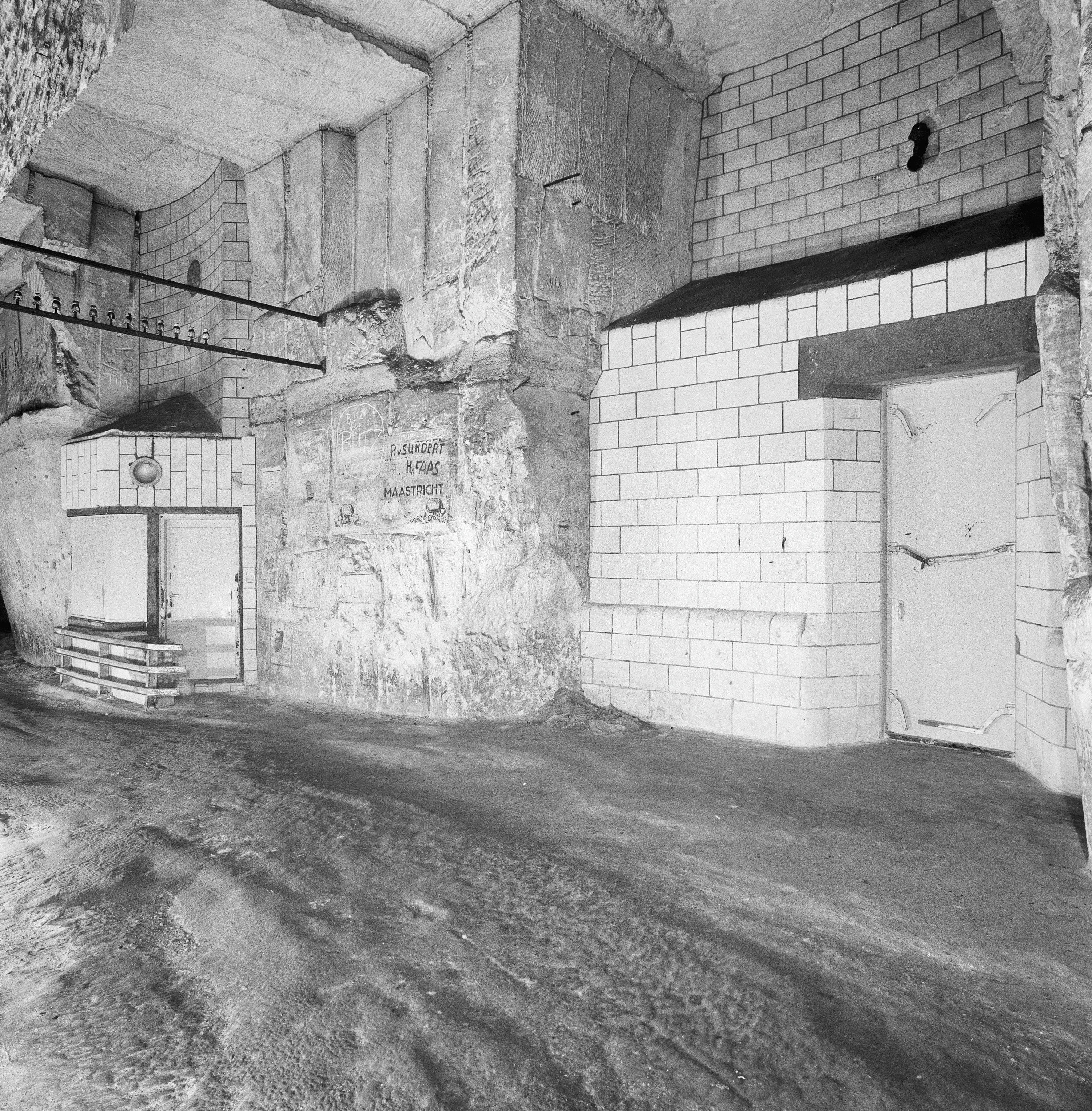
ingang kluis
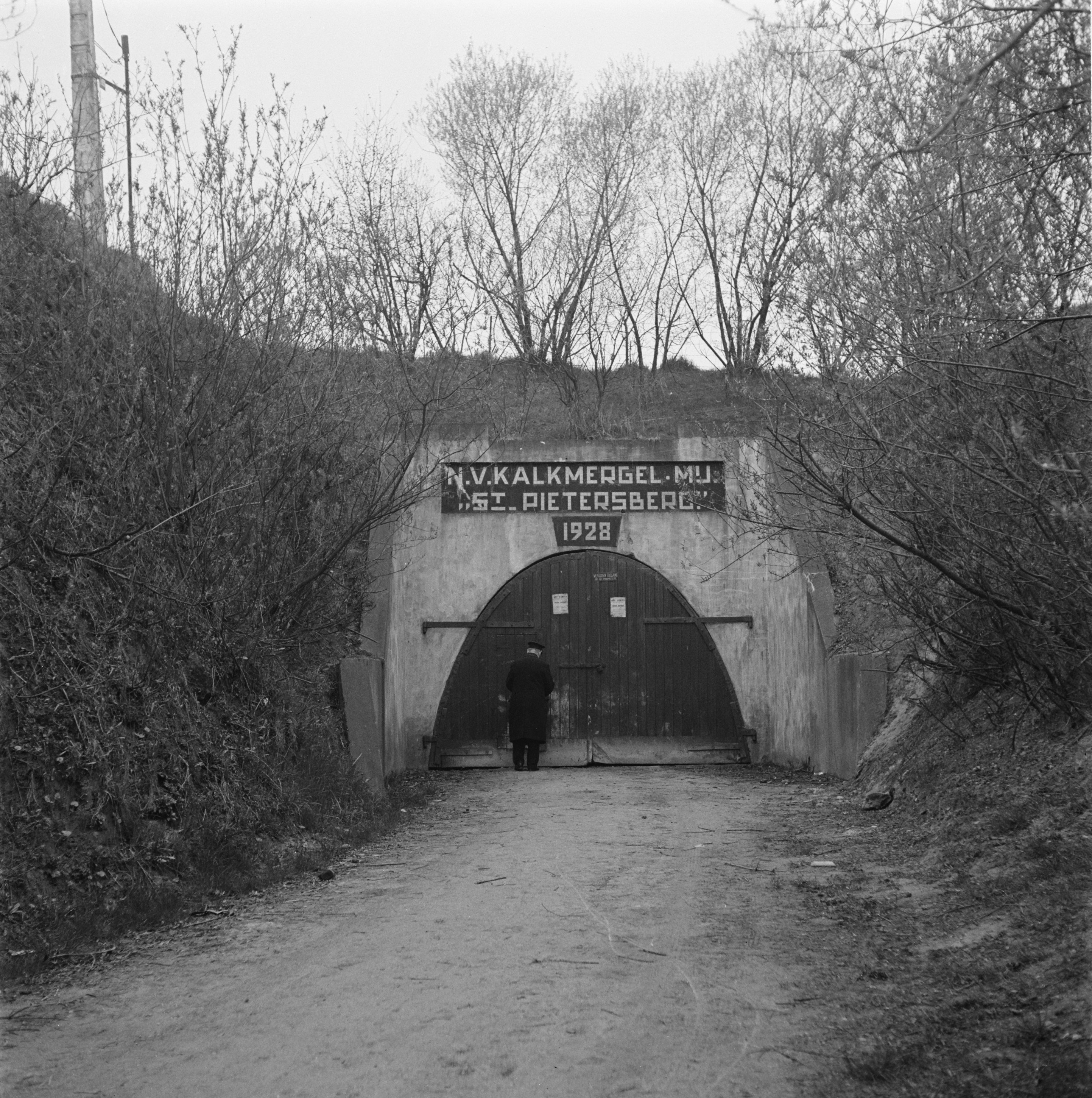
oostelijke ingang in 1945
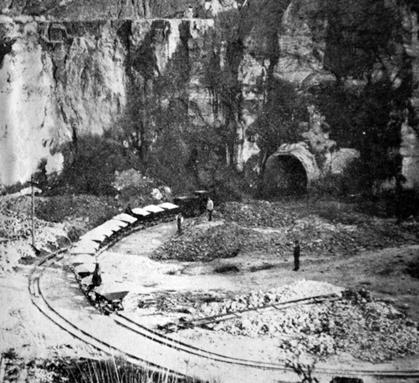
westelijke tunnelingang met de groeve